# Африканюз
Африканюз (на английски: Africanews) е панафрикански многоезичен телевизионен канал, собственост на „Евронюз“. Създаден е на 4 януари 2016 г. и започва излъчване на 20 април 2016 г. Седалището му временно се намира в Поант Ноар в Република Конго, докато чака да се установи за постоянно в Бразавил.

## История

### Старт на проекта
През 2013 г. Майкъл Питърс, председател на управителния съвет на „Евронюз“, стартира проекта за „африканска медия, която е политически независима и без никакви идеологически предпочитания“. Той призова Стивън Смит, специалист по Африка, и Франсоа Шиняк, бивш кореспондент на „Евронюз“ в Обединените арабски емирства, да ръководят проекта.
През януари 2014 г. „Евронюз“ обявява плана си за създаване на сестрински канал към паневропейския „Евронюз“: „Африканюз“, новинарски канал, посветен на Африка на юг от Сахара. „Евронюз“ подписва споразумение за хостинг с „Теле Конго“ и няколко месеца по-късно е основана „Африканюз“ – 100% дъщерно дружество на „Евронюз“.
През февруари 2015 г. започва набиране на френско и англоговорещи екипи. През септември техническите инсталации са изградени в Поант Ноар – временната централа на канала, за да посрещне редакционния екип от октомври. На 5 ноември, по време на Discop Africa в Йоханесбург, Майкъл Питърс разкрива концепцията и мисията на „Африканюз“ пред пресата и показва нейното лого и опаковка.
Изборът за създаване на централата в Република Конго е критикуван. Ръководството на „Африканюз“ посочва, че страната е единствената, която отговаря на спецификациите на компанията: централно географско положение в Африка, достъп до оптично влакно, осигуряване на сграда и редакционна независимост. По тази последна точка обаче страната е класирана едва на 115 от 180 в световната класация за свобода на печата, създадена от Репортери без граници. През 2015 г. президентът на Република Конго Дени Сасу-Нгесо приема нова конституция, за да може да встъпи като президент за трети мандат, а по време на президентските избори през 2016 г. френските журналисти са атакувани от полиция в цивилно облекло, телекомуникационните мрежи са прекъснати за няколко дни и политическите опоненти са заплашени.

### Стартиране на канала
На 4 януари 2016 г. „Африканюз“ стартира своя уебсайт, достъпен на френски и английски език. Тогава в компанията работят 85 души от 15 различни националности. Същия ден тя стартира приложението Story Hunters, което приканва зрителите и интернет потребителите да генерират сами съдържание за канала. „Африканюз“ е редакционно независим от „Евронюз“ и има пет години, за да постигне финансова печалба.
„Африканюз“ започва излъчване малко след 17 часа на 20 април 2016 г. по време на дуплекс с централата на „Евронюз“ в Лион. Каналът излъчва на френски и английски език до 7,3 милиона домакинства в 33 страни от Африка на юг от Сахара благодарение на основните телекомуникационни оператори. Той е безплатен за първите 6 месеца, за да позволи на възможно най-много хора да го открият. Тогава редакцията има 70 журналисти, включително 30 в централния офис в Поант Ноар и 40 кореспонденти на континента.

## Излъчване
В момента програмите се излъчват както на английски, така и на френски – повечето екранни графики и надписи са двуезични. Каналът планира скоро да пусне съдържание на суахили, арабски, испански и португалски.